# Batalla de la Bahía de Chesapeake
La batalla de la bahía de Chesapeake, también conocida como la batalla de los Cabos de Virginia o la batalla de los Cabos, fue una batalla crucial y definitoria en la guerra de Independencia de los Estados Unidos. Tuvo lugar el 5 de septiembre de 1781 cerca de la boca de la bahía de Chesapeake entre una flota británica, conducida por el contraalmirante Thomas Graves, y una flota francesa, dirigida por el contraalmirante conde de Grasse. Desde el punto de vista táctico, la batalla no tuvo un resultado claro, pero desde el punto de vista estratégico fue un gran triunfo de los franceses, ya que condujo directamente a la independencia de los Estados Unidos, que era el objetivo de la guerra.
La victoria de la flota francesa impidió a la Royal Navy británica abastecer a las fuerzas del general Lord Cornwallis en Yorktown, Virginia. También impidió que los británicos obstaculizaran la llegada de tropas y provisiones de refuerzo desde Nueva York para los ejércitos de George Washington a través de la bahía de Chesapeake. Como resultado de todo esto, Cornwallis rindió su ejército después de la breve batalla de Yorktown (el segundo ejército británico que se rendiría durante la guerra) y Gran Bretaña debió reconocer la independencia de los Estados Unidos de América. 

## Antecedentes
En el verano de 1781 tropas británicas al mando de Lord Cornwallis se dirigieron hacia la costa, a Yorktown, Virginia, a establecer un punto fortificado de desembarco que mejorara las comunicaciones marítimas con Nueva York y permitiese al mismo tiempo que las campañas en el sur aprovechasen bien la ventaja de la dominación naval británica. Esa presencia de los británicos en Yorktown hizo que el control de la Bahía de Chesapeake se convitiese para ambos bandos en un objetivo naval esencial. Provenientes de las Antillas, flotas francesas y británicas se dirigieron hacia el norte no sólo para contribuir a la lucha en el norte de América sino también para evitar la temible estación de los huracanes caribeños. Sin embargo, el comandante británico, Contraalmirante Sir Samuel Hood, no pudo saber si la flota francesa se dirigía a Chesapeake o si intentaba ayudar a las tropas terrestres americanas y francesas que se estaban reuniendo para un posible sitio a Nueva York.
La flota británica llegó a la boca de la bahía de Chesapeake el 25 de agosto, pero no encontró allí buques franceses, de modo que Hood prosiguió hacia Nueva York para reunirse con otros 14 navíos de línea que estaban a su mando. Mientras tanto, su colega el Contraalmirante Sir Thomas Graves, había pasado varias semanas tratando de interceptar a un convoy francés que traía provisiones de Europa y se dirigía a Boston, que había sido pedido por el Coronel John Laurens. Cuando Hood llegó a Nueva York, encontró que Graves —quien no había podido hallar al convoy— estaba en ese puerto pero tenía sólo 5 navíos de línea adicionales listos para una batalla.

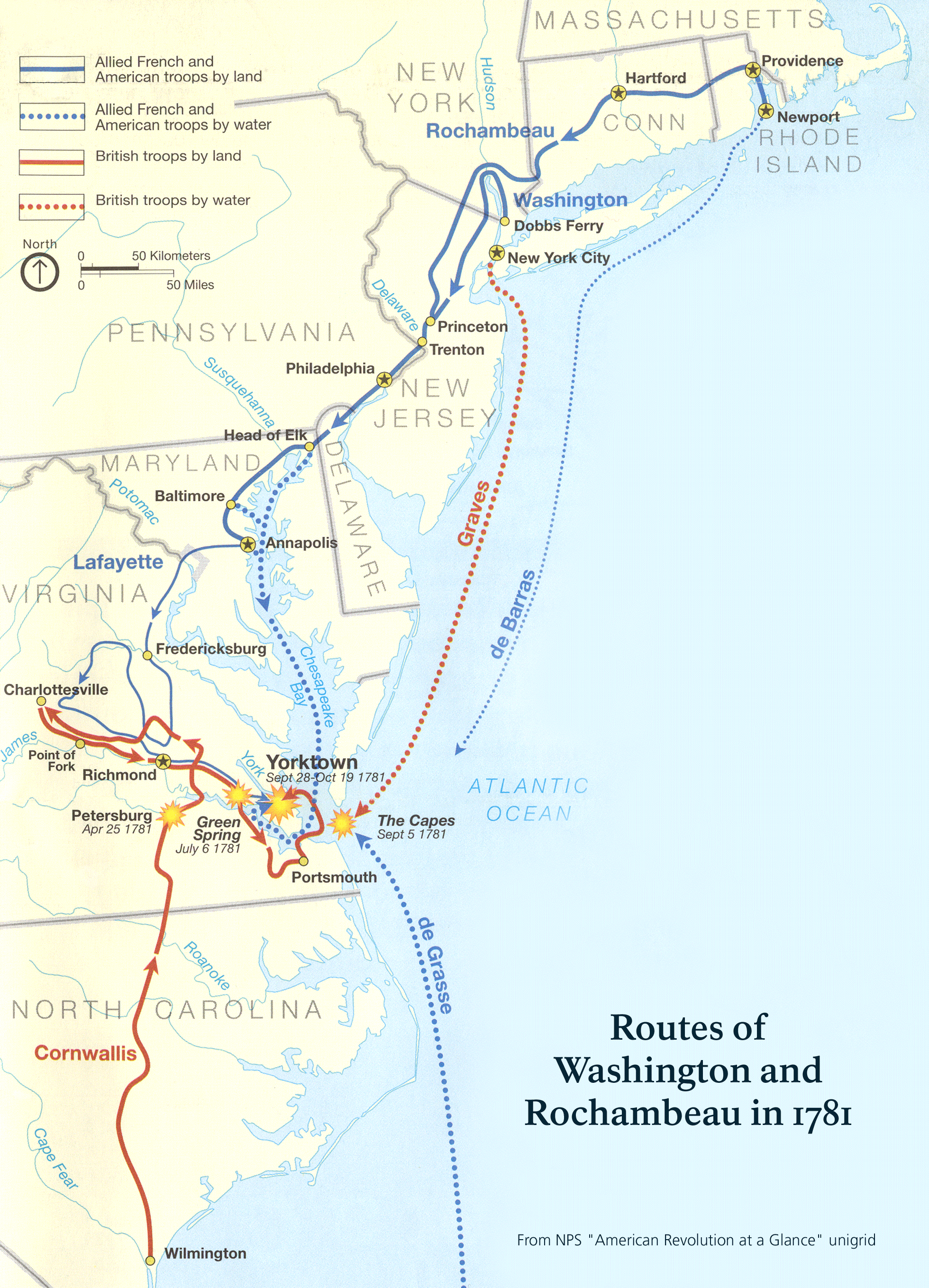
Operaciones terrestres y navales que llevaron al fin de la guerra por la independencia de los Estados Unidos.

Hood no había encontrado al almirante francés de Grasse porque éste había deliberadamente navegado con lentitud y enviado con semanas de anticipación un mensaje a su colega en Newport, Rhode Island, el Conde de Barras Saint-Laurent, fijando la fecha precisa de su llegada. Barras transmitió esta información a los generales Washington y Rochambeau, preparándose para sitiar Nueva York, y cuando ellos lo recibieron, el 14 de agosto, inmediatamente advirtieron la oportunidad que la flota de De Grasse presentaba. En consecuencia, Washington se preparó para una marcha rápida y pidió a Barras que llevara su flotilla de Newport hacia el sur, a Chesapeake, con la artillería francesa y otros elementos que serían necesarios para el sitio. De Grasse llegó a Chesapeake el 29 de agosto -casi exactamente según lo había previsto- con una flota que incluía 28 navíos de línea y transportaba también tres regimientos franceses al mando del General Marqués de Saint-Simon. Estos regimientos fueron desembarcados de inmediato para ayudar a que las tropas americanas a órdenes del Marqués de Lafayette impidieran al inglés Cornwallis retirarse tierra adentro.
Barras zarpó de Newport el 26 de agosto. Anoticiados de esto -y advirtiendo ahora que Yorktown había sido elegida como blanco operacional por los aliados franco-americanos- Graves y Hood combinaron sus fuerzas navales y salieron a encontrar a fuerzas navales francesas que no habían hallado hasta ese momento. Pero ignorantes de que la flotilla de Barras estaba también en mar abierto, y con rumbo sur, ambos almirantes ingleses pusieron también proa al sur, hacia la bahía de Chesapeake.

## La batalla

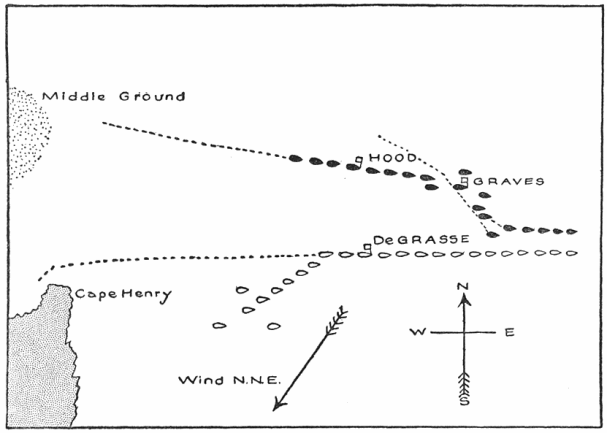
Formación de las flotas.

Cuando la flota británica de 19 buques —ahora al mando de Graves— regresó a Chesapeake en la mañana del 5 de septiembre, encontró a 25 buques franceses al ancla detrás del Cabo Henry. Los 3 buques restantes de la flota de De Grasse habían sido destacados a bloquear los ríos York y James más al norte de la bahía, y muchos de los buques fondeados tenían oficiales, tripulantes y chalupas ausentes.
El viento y la marea favorecían a los británicos, así como el elemento sorpresa ya que si bien el encuentro sorprendió a ambos bandos, los franceses estaban fondeados y no preparados para un combate. Los británicos, así, podrían haber infligido a sus enemigos severas pérdidas penetrando en la bahía e iniciando inmediatamente el ataque. Sin embargo, es altamente improbable que esa idea haya siquiera pasado por la cabeza del almirante Graves. Las tácticas navales convencionales de la época de la navegación a vela indicaban que las flotas debían formar una línea de batalla y luego maniobrar dentro del radio de alcance de los respectivos cañones, cada buque atacando al enemigo que tenía frente a sí en la línea.

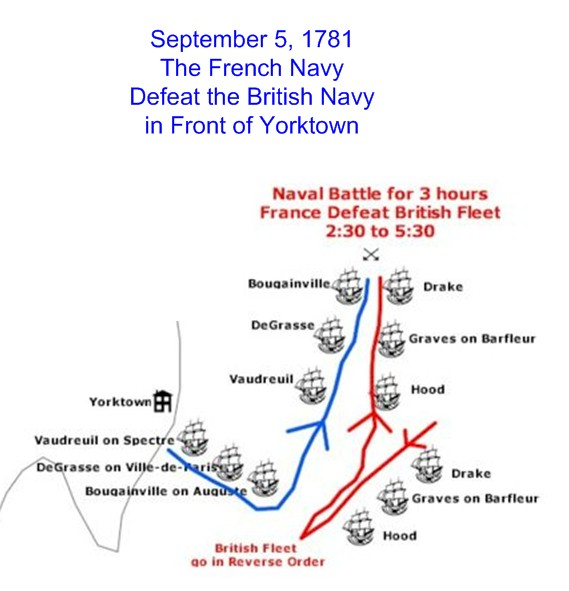
Gráfico que muestra el rumbo de las flotas durante la batalla. Se detallan los buques de los almirantes en jefe (en el centro de las líneas) y de sus vanguardias y retaguardias.

Esto significó que 24 de los buques franceses pudieron cortar sus cabos de anclas, navegar hacia el exterior de la bahía y formarse en línea de batalla. Hacia la 1 de la tarde, las dos flotas estaban aproximadamente enfrentadas, pero llevando rumbos opuestos. Con la intención de atacar, Graves ordenó entonces a su flota efectuar un giro de 180 grados, de modo que la retaguardia nominal de su línea se convirtió en su vanguardia para los fines de la lucha. Fue recién después de las 4 de la tarde -más de 6 horas desde que las flotas se habían divisado- que los británicos (que conservaban el barlovento y por tanto la iniciativa) estuvieron en formación como para iniciar el ataque.
En ese momento, ambas flotas estaban navegando con un rumbo general Este, fuera de la bahía. Las dos líneas se estaban aproximando en ángulo de forma que los buques cabeza de las vanguardias estaban al alcance de sus respectivos cañones, pero los buques de más atrás estaban aún tratando de acortar distancias. Un cambio en la dirección del viento durante la batalla hizo aún más difícil que se comprometiesen los buques de las retaguardias. De esta forma, los buques de vanguardia de ambos bandos estuvieron cañoneándose pesada y continuamente desde el comienzo de la acción, mientras que varios de los de las retaguardias nunca entraron realmente en acción. También, hubo confusión en las maniobras de la flota británica, causada aparentemente por señales contradictorias emitidas por Graves.
Alrededor de las 6 y media de la tarde, al oscurecer, el fuego cesó. Graves emitió una señal general para mantener el barlovento de modo que las dos flotas se fueron separando. Para este momento, los buques británicos que habían soportado lo peor de la batalla estaban severamente dañados e incapaces de continuar el combate, por lo menos en forma efectiva (los primeros 5 buques de la línea británica tuvieron más de la mitad de las bajas de su flota). Muchos de los buques británicos estaban haciendo mucha agua y necesitaban reparaciones y la artillería francesa había sido particularmente destructiva con sus mástiles y cabullería.

## Epílogo

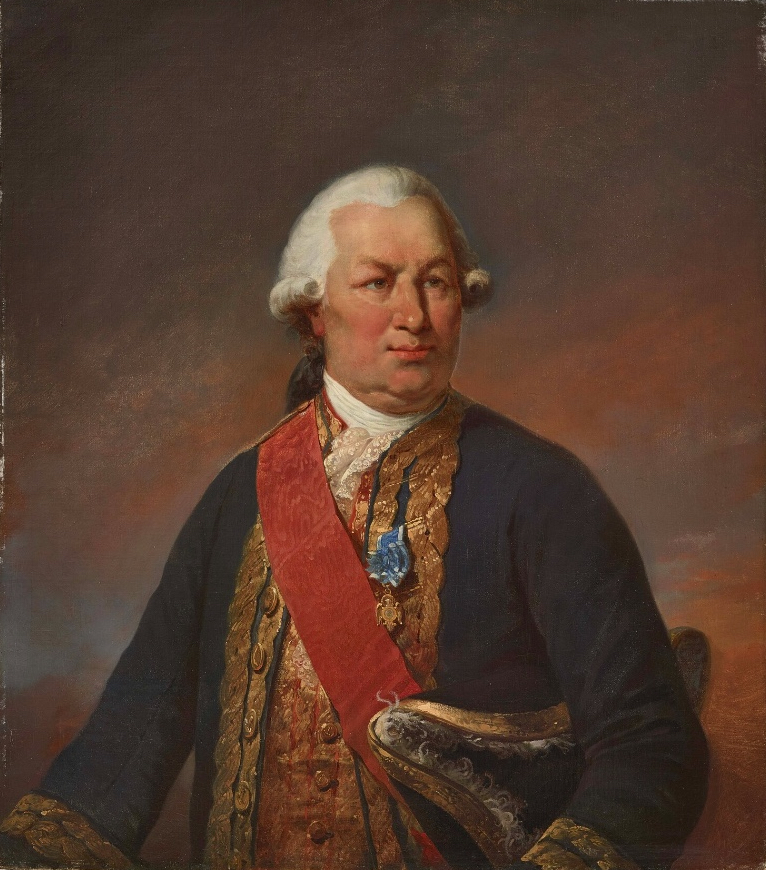
El conde de Grasse.

La batalla concluyó realmente en el atardecer del 5 de septiembre, pero durante varios de los días siguientes las dos flotas continuaron maniobrando a su mutuo alcance, mientras en ambos bandos se reparaban buques. Al mismo tiempo, navegaban cada vez más lejos de la bahía de Chesapeake, su objetivo estratégico. Finalmente, en la noche del 9 al 10 de septiembre, de Grasse hizo virar en redondo a la flota francesa. Esperaba, al mismo tiempo, que su escuadrón de Newport, Rhode Island al mando del Conde de Barras hubiese llegado ya a la bahía. Cuando regresaron al Cabo Henry (uno de los extremos de la boca de la bahía), al día siguiente, encontraron que, en efecto, de Barras había concluido su viaje tan ajustado en el tiempo, haciendo que la fuerza ahora combinada fuese de 36 navíos de línea. De esta forma, la Bahía de Chesapeake estaba indisputablemente bajo control francés. Este predominio naval, más las tropas unidas de Washington y Rochambeau, más la artillería traída por de Barras fueron la clave del relativamente corto sitio que siguió en Yorktown.
Aunque tacticamente la batalla no tuvo un final concluyente, la Batalla de la Bahía de Chesapeake fue una victoria estratégica principal para la alianza franco-estadounidense por sus consecuencias en la campaña terrestre. Esta falta de conclusión táctica se atribuye a menudo a los capitanes británicos que supuestamente fallaron en llevar a los franceses a una acción decisiva. Como fuere, Lord Cornwallis ni pudo ser ayudado ni recibir provisiones, mientras que los franceses fueron reforzados por las tropas que llevaba de Grasse y por el ejército combinado desde el corte. Esto llevó al sitio de Yorktown, a la rendición de Cornwallis y, en último término, a la derrota de las fuerzas británicas en Norteamérica. Sin embargo, la nueva historiografía recupera la importancia en la Guerra de la Independencia Norteamericana de la derrota inglesa en la batalla de Pensacola, a manos del general español Bernardo de Gálvez, y al cierre definitivo por éste del flanco sur de los rebeldes, sin que los británicos pudieran aprovisionarse por él, a la par de otras batallas terrestres y navales significativas.

## Memorial
En el Memorial de Cabo Henry, ubicado en Fort Story in Virginia Beach, Virginia, se ha erigido un monumento mantenido por el Parque Histórico Colonial Nacional del National Park Service de los Estados Unidos que conmemora al Almirante de Grasse y sus marinos, quienes tanto contribuyeron a que los Estados Unidos lograran su independencia de Gran Bretaña.

## Buques involucrados en el combate
(Buque - cañones, Comandante)
| Francia (de Grasse) | Gran Bretaña (Graves) |
| --- | --- |
| Vanguardia (en realidad Retaguardia en la batalla) Pluton - 74, Albert de Rions Bourgogne - 74, Charitte Marseillais - 74, Castellane de Masjastre Diadème - 74, Monteclerc Réfléchi - 74, Boades Auguste (*) - 80, Castellan Saint-Esprit - 80, Chabert Caton - 74, Framond Centro César - 74, Coriolis d'Espinouse Destin - 74, Dumaitz de Goimpy Ville de Paris (**) - 100, Saint-Cezaire Victoire - 74, Albert Saint-Hyppolyte Sceptre - 80, Vaudreuil Northumberland - 74, Briqueville Palmier - 74, Arros d'Argelos Solitaire - 64, Cicé Champion Retaguardia (en realidad Vanguardia en la batalla) Citoyen - 74, Ethy Scipion - 74, Clavel Magnanime - 74, Le Bègue Hercule - 74, Turpin Languedoc (***) - 80, Duplessis Parscau Zélé - 74, De Gras-Préville Hector - 74, Renaud d'Aleins Souverain - 74, Glandevès | Vanguardia (en realidad Retaguardia en la batalla) Alfred - 74, Bayne Belliqueux - 64, Brine Invincible - 74, Saxton Barfleur (*) - 98, Alexander Hood Monarch - 74, Reynolds Centaur - 74, Inglefield Centro America - 64, Thompson Bedford - 74, Thomas Graves (almirante) Resolution - 74, Manners London (**) - 98, David Graves Royal Oak - 74, Ardesoif Montagu - 74, Bowen Europe - 64, Child Retaguardia (en realidad Vanguardia en la batalla) Terrible - 74, Finch —damaged, later scuttled Ajax' - 74, Charrington Princesa (***) - 70, Knatchbull Alcide - 74, Thompson Intrepid - 64, Molloy Shrewsbury - 74, Mark Robinson |
| (*) Insignia de la vanguardia, Bougainville (**) Insignia del centro, Latouche-Tréville - Insignia de la Flota, De Grasse (***) Insignia de la rataguardia, Monteil | (*) Insignia de la vanguardia, Samuel Hood (**) Insignia de la Flota, Sir Thomas Graves (***) Insignia de la Retaguardia, Sir Francis Drake |